# Samuel Apiarius

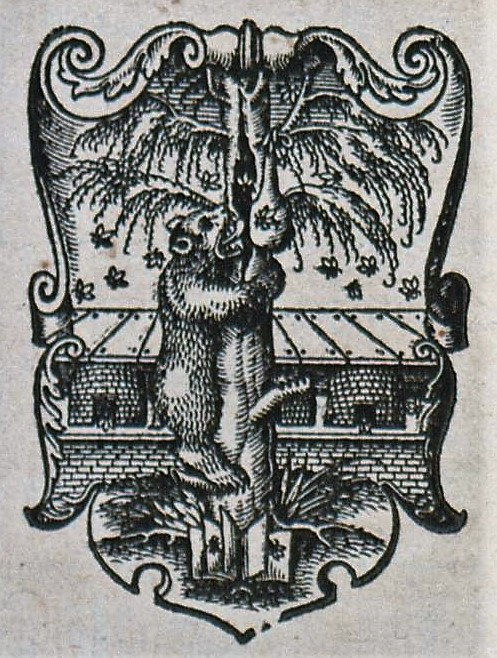
Druckerzeichen von Samuel Apiarius, 1570 (Universitätsbibliothek Bern)

Samuel Apiarius (* um 1530 in Basel, Schweiz; † 12. April 1590 ebenda) war ein Schweizer Buchdrucker und Musikverleger. Er führte in Solothurn die Buchdruckkunst ein.

## Leben
Er war der Sohn des aus Deutschland eingewanderten Buchdruckers Matthias Apiarius und wurde ebenfalls zum Buchdrucker und Buchbinder ausgebildet. Vermutlich von seiner Mutter hatte er eine Krankheit geerbt, weshalb er zeitweilig mit Geistesgestörtheit und Tobsuchtsanfällen zu kämpfen hatte. Nach seines Vaters Tod im Jahr 1554 übernahm Samuel dessen Werkstatt in Bern, in der er bereits 1547 mitgearbeitet hatte. Zuvor hatte er allerdings 1548 schon seine eigene Werkstatt in der „Herren von Egerdengasse“ eröffnet. Zeitweilig arbeitete er mit seinem Bruder Siegfried Apiarius zusammen. Damals bekam er auch Aufträge aus der Staatskanzlei.
Am 12. April 1559 wurde er wegen einer grundlosen Verleumdungsklage des Tuchmachers Philipp Sinner für vier Jahre aus Bern verwiesen – sein Bruder Siegfried führte während dessen die Werkstatt weiter – und gründete 1560 ein Verlagsgeschäft in Basel. Kaum zurück in Bern, wurde er 1564 wegen des Druckes von Schmähliedern auf die katholischen Orte erneut für zehn Jahre aus Bern verwiesen. Er ging nach Solothurn und gründete dort 1564/1565 die erste Buchdruckerwerkstatt. Doch schon 1566 zog er weiter nach Basel, wo er bis zu seinem Tod blieb. Dort druckte er in seiner Werkstatt in den „Truckerstuben zum Feigenbaum“, die schon seit 1475 erwähnt sind, Kalender, etliche Zeitungen, amtliche Bekanntmachungen, aber auch – wie sein Vater Matthias – zahlreiche Volkslieder. Sein Signet war der Bär mit Bienenstock, das Werkszeichen seines Vaters.
Nach seinem Tod ging die Werkstatt an Johannes Schröter aus Schleusingen über, der sie von 1592 bis zu seinem Tod im Jahr 1634 führte. Apiarius hatte in dritter Ehe am 5. Mai 1588 Barbara Schottmann geheiratet, die sich als Witwe mit Schröter vermählte. Noch nach Apiarius’ Tod bis zur Übernahme der Werkstatt durch Schröter bediente man sich bei Nachdrucken Apiarius’ Namens.